# Vladimir Pavic
Vladimir Pavic (* 25. November 1972 in München) ist ein deutscher Schauspieler.

## Leben
Vladimir Pavic absolvierte nach seinem Abitur am musischen Pestalozzi-Gymnasium München einen Bildungsgang im Bereich Kommunikationswirtschaft an der Bayerischen Akademie für Werbung und Marketing (BAW) in München. Zeitgleich gründete er mit dem Musiker und Kameramann Amadeus Hiller die Musikagentur arte di monaco und veranstaltete Konzerte für klassische und neue Musik in München und Salzburg.
Ab 1997 studierte Vladimir Pavic an der Hochschule für Musik und Theater „Felix Mendelssohn Bartholdy“ Leipzig bei Gerhard Neubauer und Mechtild Hauptmann Schauspiel. Es folgte das zweijährige Schauspielstudio am Deutschen Nationaltheater Weimar. Dort spielte er u. a. den Longaville in Liebesleid und Lust von William Shakespeare (Regie: Katja Paryla) und den Karl von Moor in Räuber (nach Friedrich Schiller) in der Inszenierung von Anette Büschelberger. Nach seinem Studium engagierte ihn Hansgünther Heyme für die Europäischen Ruhrfestspiele Recklinghausen. Dort entstanden zwischen 2001 und 2003 drei gemeinsame Produktionen in Zusammenarbeit mit dem Theatre National du Luxembourg: Diener zweier Herren (Carlo Goldoni), Florindo; Ibrahim Sultan (Daniel Casper von Lohenstein), Großwesir Mehemet, sowie Scherben (Fragmente von Euripides), Theseus, Phaeton etc. Seit 2001 bis heute ist Vladimir Pavic im Schlosstheater Celle in zahlreichen Inszenierungen aktiv gewesen. Zuletzt stand er dort 2011 in Der gute Mensch von Sezuan (Bertolt Brecht) als Jang Sun auf der Bühne, Regie: Kalle Kubik.
Ab 2005 intensivierte er seine Arbeit im Bereich Film und Fernsehen. 2006 spielte er mit Petra Schmidt-Schaller und Marko Pustišek im Roadmovie Balkan Traffic – Übermorgen Nirgendwo seine erste Kino-Hauptrolle als Leichenschmuggler Zoki. Der Kurzfilm 12 komma 36 von Stijepan Marina schaffte es unter die besten zehn Filme beim „Shocking Shorts Award“-Festival 2009. In der Berliner Hollywood-Produktion Unknown Identity (Regie: Jaume Collet-Serra) ist Vladimir Pavic in einem Kurzauftritt als Bosnian Bouncer zu sehen.

## Wirken

### Theaterrollen (Auswahl)
- Jang Sun, „Der gute Mensch von Sezuan“ (Bertolt Brecht), Regie: Kalle Kubik
- Diverse, „Kauf' Dir einen bunten Luftballon“ (K. Kubik / U. Jokiel) UA, Regie: Kalle Kubik
- Advokat, „Ein Traumspiel“ (August Strindberg), Regie: Franziska Henschel
- Exilant, „Das gab's nur einmal“ (K. Kubik / U. Jokiel) UA, Regie: Kalle Kubik
- Theseus, Phaethon, etc., „Scherben“ (Euripides) UA, Regie: Hansgünther Heyme
- Leschenko, „Tango Sentimental“ (P. Lotschak / R. Wallner) UA, Regie: Peter Lotschak
- Großwesir Mehemet, „Ibrahim Sultan“ (Daniel Casper von Lohenstein), Regie: Hansgünther Heyme
- Hausmeister, „Sekretärinnen“ (Franz Wittenbrink), Regie: Kalle Kubik
- Florindo, „Diener zweier Herren“ (Carlo Goldoni), Regie: Hansgünther Heyme
- Longaville, „Liebesleid und Lust“ (William Shakespeare), Regie: Katja Paryla
- Karl von Moor, „Räuber“ (nach Friedrich Schiller), Regie: Anette Büschelberger
- Oberon, „Ein Sommernachtstraum“ (W. Shakespeare), Regie: Ido Ricklin

### Filmografie
Kino
- 2010: Bosnian Bouncer, „Unknown Identity“[1], Buch: Oliver Butcher / Steven Cornwell, Regie: Jaume Collet-Serra, Produktion (USA/UK/D): Dark Castle Entertainment, etc.
- 2009: Cem (Hauptrolle), „Hayat“, Buch: Marian Kuhlmann, Regie: Johannes Büchs, Produktion (D): n.n.
- 2009: Stefan Schuster (Hauptrolle), „Schwarzer Winter“; Buch und Regie: von Bierbrauer / Donschen / Duve / Gabain, Produktion (D): Hochschule für Bildende Künste, Klasse: Wim Wenders
- 2008: Martin (Hauptrolle), „12 komma 36“[2], Buch und Regie: Stjepan Marina, Produktion (D): Marina / Voglmann / Onefourteen Films
- 2006: Zoki (Hauptrolle), „Balkan Traffic – Übermorgen Nirgendwo“[3], Buch und Regie: Markus Stein/Milan V. Puzic, Produktion (D/A/HR): Hoferichter & Jacobs / Lotus Film / Jadran Film[4]
- 2005: Junger Mann, „Am Rand“, Buch und Regie: Andreas Hillebrand, Produktion (D): asno Filmproduktion

Film und Fernsehen
- 2008: Mihail, „Notruf Hafenkante“,[6] Regie: Donald Kraemer, Produktion: Studio Hamburg, ZDF
- 2007: Karol, „Die Rettungsflieger“ – Neuanfänge (Nr. 11, Staffel 11, gesamt Nr. 106)[7], Regie: Donald Kraemer, Produktion: Studio Hamburg, ZDF
- 2004: Jesus, „Jesus vs. George W.Bush“, Regie: Matthias Sdun, Produktion: extra3, NDR
- 2024: Stimme im Fahrstuhl, „Kurzschluss hoch drei“, Regie: Jänta Litenbjörn, Produktion: bildundtonfabrik, WDR

### Hörbücher und Hörspiele
- Hörspiel – GONE (von Debbie Tucker Green),[8] Rolle: diverse, NDR
- Krimihörspiel – Radio Tatort – Schlick (Folge: 36), Rolle: Branislaw Zoltan, NDR[9]
- Krimihörspiel – Wallander – Bilderrätsel (Folge 7), Rolle: Taxifahrer
- Krimihörspiel – Wallander – Tödliche Fracht (Folge 8), Rolle: Dealer
- Einzelhörspiel – Die Bekenntnisse des Hochstaplers Felix Krull, Rolle: Stanko, NDR